# Споторно, Хуан Баутиста
Хуан Баутиста Споторно (исп. Juan Bautista Spotorno, 13 сентября 1832 — 29 октября 1917) — кубинский политик, президент кубинских повстанцев.
Родители Хуана Баутиста Споторно были родом из Италии (до переезда на Кубу жили в районе Генуи), и потому в молодом возрасте он был отправлен на учёбу в Старый Свет, где проникся идеями рисорджименто и научился отлично говорить по-итальянски. После учёбы в Европе и США вернулся на Кубу, где принял участие в подпольной революционной деятельности, направленной на достижение независимости Кубы от Испании, однако заговор был раскрыт, и ему пришлось бежать в США.
После начала первой войны за независимость Кубы стал полковником повстанческой армии, был избран в Палату представителей и стал её спикером. В 1875 году был избран президентом революционной Кубы, и на этом посту отдал приказ о расстреле всех тех, кто будет предлагать заключить мир с испанцами на условиях, не соответствующих требованиям повстанцев. Впоследствии ему пришлось испить горькую чашу, участвуя в переговорах, приведших к Санхонскому миру.
После этого он вступил в Автономистскую партию, после начала третьей войны за независимость Кубы сотрудничал с Хосе Марти.